# Sriramnagar
Sriramnagar es una ciudad censal situada en el distrito de Vizianagaram en el estado de Andhra Pradesh (India). Su población es de 18893 habitantes (2011). Se encuentra a 30 km de Vizianagaram .

## Demografía
Según el censo de 2011 la población de Sriramnagar era de 18893 habitantes, de los cuales 9357 eran hombres y 9536 eran mujeres. Sriramnagar tiene una tasa media de alfabetización del 73,02%, superior a la media estatal del 67,02%: la alfabetización masculina es del 81,35%, y la alfabetización femenina del 64,87%.